# Henri II de Bourbon-Condé
Pour les articles homonymes, voir Henri, Henri II et Henri II de Bourbon.
Titres
Héritier présomptif du trône de France
24 juillet 1596 – 27 septembre 1601
(5 ans, 2 mois et 3 jours)
Prince de Condé
1er septembre 1588 – 26 décembre 1646
(58 ans, 3 mois et 25 jours)
Henri II de Bourbon, prince de Condé, né le 1er septembre 1588 à Saint-Jean-d'Angély et mort le 26 décembre 1646 à Paris, premier prince du sang, pair de France, héritier présomptif de 1596 à 1601, joue un rôle important durant la minorité de Louis XIII, au cours de laquelle il s'oppose au gouvernement de la régente Marie de Médicis.
Duc de Montmorency, d'Albret, d'Enghien et de Bellegarde, comte de Sancerre (1640-1646), il exerce les fonctions de grand veneur de France et de grand louvetier de France, de gouverneur de Bourgogne et de gouverneur du Berry (1612-1615).
Il est le père de Louis II de Bourbon-Condé, dit le Grand Condé, vainqueur de Rocroi (1643).

## Biographie

### Circonstances d'une naissance en prison
Fils posthume du prince Henri Ier de Bourbon, prince de Condé, Henri II naît en prison à Saint-Jean-d'Angély, sa mère Charlotte de La Trémoille ayant été accusée d'avoir fait empoisonner son mari, mort de façon inattendue.
Cette supposition vient aussi bien des médecins que de ses proches, dont son cousin Henri de Navarre (futur roi Henri IV), qui soupçonnent Charlotte d'avoir fait empoisonner son mari après l'avoir trompé. La mise à la question d'un serviteur de Condé a fourni des nombreuses charges contre son épouse, concernant notamment ses amabilités envers un page (par ailleurs, le roi de Navarre, bien que protestant, est suspecté par les calvinistes rigoureux d'avoir fait tuer son rival).
Arrêtée, Charlotte est jugée par le parlement de Paris, mais les poursuites sont interrompues à la nouvelle de sa grossesse et elle est simplement emprisonnée à Saint-Jean-d'Angély sous la garde de Jean de Saint-Memme,.

### Premières années (1588-1601)
Lorsque Henri de Navarre monte sur le trône de France quelques mois plus tard, devenant Henri IV, le statut d'Henri de Bourbon n'est pas politiquement défini. Juridiquement, en tant que fils aîné d'Henri Ier, il est le premier prince du sang et l'héritier présomptif de la couronne ; mais sa légitimité n'est pas reconnue, compte tenu des rumeurs d'adultère autour de sa mère. Ses oncles, le prince de Conti et le comte de Soissons, ne peuvent d'ailleurs pas le soutenir au lendemain du 14 mai 1610 : le premier est sourd et souffre d'un handicap intellectuel et le second est absent de la cour.
Il est placé en nourrice à Mazeray, à environ 3 km au sud-est de Saint-Jean-d'Angély, et son sort va rester précaire pendant quelques années.
En 1595, le roi le prend officiellement sous sa tutelle. Le pape exigeant que Condé soit élevé dans la religion catholique, Henri IV accepte sa conversion, obtenant l'enregistrement par le Parlement d'un édit donnant aux réformés l'accès aux charges publiques.
Il lui donne pour précepteur (avec le titre de « gouverneur ») Jean de Vivonne, marquis de Pisany ; le parti protestant accepte alors de laisser partir le prince pour la Cour[pas clair]. Le petit prince est emmené au château de Saint-Germain-en-Laye.
À la suite de la présentation d'un placet signé par plusieurs Grands du royaume (Diane de France, Henri de Montmorency, Charles d'Angoulême, Henri de la Tour d'Auvergne, etc.), Henri IV se résigne en juillet 1596 à libérer la princesse, le procès reprenant devant le Parlement de Paris. L'acquittement est prononcé le 24 juillet 1596. Un peu plus tard, elle abjure la religion réformée.
Henri IV reconnaît alors le fils de Charlotte-Catherine comme fils légitime d'Henri Ier de Bourbon, lui donnant ainsi le statut de premier prince du sang. Henri II est alors l'héritier présomptif du trône de France

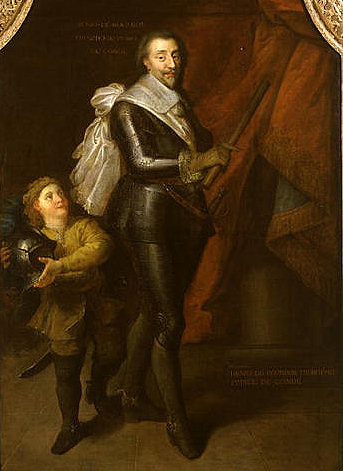
Portrait par un peintre anonyme,
Musée Condé, Château de Chantilly

Bien qu'héritier du trône, il grandit dans l'indifférence à Saint-Germain-en-Laye. Henri IV a peu d'estime pour ses cousins Condé et peu d'affection pour le jeune Henri.
En 1601, la naissance de Louis, fils aîné d'Henri IV et de Marie de Médicis (futur Louis XIII) met fin à son statut d'héritier présomptif (Henri IV aura un second fils, Gaston, en 1608).

### Premier exil (1609-1610)
En 1609, quelques mois avant d’être assassiné, Henri IV, âgé de 56 ans, tombe amoureux de Charlotte de Montmorency, qui n’a que 15 ans, mais est fiancée au marquis de Bassompierre. Espérant que le prince de Condé, réputé homosexuel, sera un mari complaisant, le roi contraint le prince à épouser Charlotte.
Henri IV poursuit Charlotte avec tant d'assiduité que, le 29 novembre 1609, Henri de Condé s'enfuit avec elle à Bruxelles, capitale des Pays-Bas espagnols, à un moment où les tensions s'exacerbent entre la France et l'Espagne, à la suite de l'affaire des duchés de Clèves et de Juliers et au rapprochement de la France et de la Savoie.
Craignant une invasion française, le gouvernement des Pays-Bas espagnols n'autorise le séjour que de Charlotte. Henri de Condé part alors pour Cologne.
La situation internationale dégénère à tel point qu'Henri IV prépare une expédition militaire qui doit traverser les Pays-Bas espagnols pour intervenir dans les conflits de succession des principautés de Clèves et de Juliers. Ce projet est parfois interprété comme une action visant à « libérer » Charlotte, au risque d'un conflit avec l'Espagne, ce que certains historiens comparent à la guerre de Troie.
Selon certains historiens, Charlotte aurait incité Albert d'Autriche, gouverneur des Pays-Bas, à organiser un complot pour assassiner Henri IV.

### La période de la Régence (1610-1619)
Henri II de Bourbon-Condé rentre en France après l'assassinat du roi par Ravaillac en 1610, alors que la régence est exercée par Marie de Médicis.
En 1611, elle le nomme vice-roi de la Nouvelle-France. En 1612[réf. souhaitée], il reçoit de Louis XIII l'hôtel de Gondy, dans l'actuel 6e arrondissement de Paris, rebaptisé hôtel de Condé, qui occupe alors un large triangle terminé par l'actuel Théâtre de l'Odéon.
Comme d'autres aristocrates de haut rang, Henri de Condé jalouse le pouvoir de la régente et tolère mal l'influence de ses favoris, notamment l'Italien Concino Concini, au détriment de celle des princes du sang.
En 1613, lorsque les largesses de la couronne se tarissent par manque d'argent, il franchit le pas et lance un manifeste contre le gouvernement. Se posant en protecteur des protestants, il s'oppose au projet d'alliance matrimoniale avec l'Espagne, par le mariage du jeune Louis XIII avec l'infante Anne d'Autriche. Les premières prises d'armes des grands se concluent par le traité conclu à Sainte-Menehould le 15 mai 1614, aux termes duquel de nouvelles pensions sont accordées par la couronne, l'alliance matrimoniale avec l'Espagne est suspendue et la convocation des États généraux est prévue.
Afin de le contrer, la régente limoge les ministres trop faibles et appelle le cardinal de Richelieu, tout en gardant Concini auprès d'elle. Ayant reçu de la régente le gouvernement du Berry, Henri se réfugie sur ses terres. Il veut se faire oublier pendant que les méfaits du gouvernement Concini le détruisent de l'intérieur. Mais la régente le rappelle à la cour en lui promettant de nombreux avantages. En 1614, il fait reconstruire l'église de Vallery, près de Sens, où la plupart des membres de la famille seront inhumés sous le maître-autel.
Les États généraux (octobre 1614 - février 1615) ne donnent aucune satisfaction à la noblesse et laissent le champ libre à Marie de Médicis. Les « mariages espagnols » sont célébrés en 1615 : Louis XIII épouse l'infante Anne d'Autriche, tandis que le futur Philippe IV d'Espagne épouse la sœur du roi, la princesse Élisabeth de Bourbon.
La colère des grands se ranime. Condé obtient un nouveau traité (paix de Loudun, 3 mai 1616) avec la régente qui accepte son entrée dans le conseil de régence. Chef[pas clair] du conseil, Condé s'oppose à la politique, et encore plus à la personne de Concini, et se heurte aux autres membres du conseil.
Vers cette époque, il contracte la syphilis.
Richelieu, alors en pleine ascension au service de Concini et de la reine-mère, se méfie de lui et le fait arrêter en plein conseil le 1er septembre 1616. Condé reste emprisonné de 1616 à 1619 à la Bastille puis au donjon de Vincennes, où il demande à être rejoint par son épouse Charlotte. Celle-ci accouche de deux enfants mort-nés, puis d'une fille vivante le 28 août 1619, Anne Geneviève de Bourbon-Condé, future duchesse de Longueville, une des chefs de la Fronde. Deux mois plus tard, les Condé sont remis en liberté par le roi grâce à l'intervention du duc de Luynes.

### Le règne deLouisXIII
Une fois libéré, Condé se conduit en fidèle serviteur du roi, participant aux nombreuses campagnes de celui-ci.
En 1622, il participe à la guerre contre les huguenots dans le sud du royaume, prend Nègrepelisse, met le siège devant Montpellier, mais le lève au bout de six semaines, une épidémie s’étant déclarée dans son camp. Le 9 octobre 1622, il quitte le Languedoc pour accomplir un vœu à Notre-Dame de Lorette.
De son séjour en Italie (16 octobre 1622-26 février 1623), il reste un récit dont on ne sait pas s'il est l'auteur, le Voyage de Monsieur le prince de Condé en Italie depuis son partement du camp de Montpellier jusques à son retour en sa maison de Mouron (= Montrond), ensemble les remarques des choses les plus notables qu'il a veues en son dit voyage.
Le prince de Condé obtient à la fin de 1627 un commandement contre les protestants du Languedoc.
En 1631, le roi lui confie le gouvernement de Bourgogne, qu'il conservera jusqu'à sa mort.
Après l'entrée en guerre de la France contre l'Espagne en 1635, il est placé en 1638 à la tête d'une des armées qui combattent dans les Pyrénées. Il échoue au siège de Fontarabie, mais prend Salses (1639) et Elne (1641) dans le Roussillon.

### Le château de Chantilly

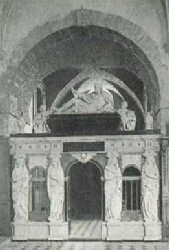
Tombe de de Bourbon-Condé dans l'église de Vallery.

En 1643, alors que leur fils « le Grand Condé » vient de remporter la bataille de Rocroi, son épouse Charlotte de Montmorency reçoit d'Anne d'Autriche le château de Chantilly, ancienne propriété de la maison de Montmorency confisquée en 1632 lors de l'exécution d'Henri de Montmorency, frère de Charlotte. Ce château restera propriété des Condé jusqu'à leur extinction en 1830.
Le prince de Condé meurt en décembre 1646. Son oraison funèbre est prononcée par Cosme Roger, prêtre et moine feuillant. Elle est imprimée à Bourges en 1653.

## Armoiries
Le prince portait D'azur, à trois fleurs de lys d'or, au bâton de gueules péri en bande

## Généalogie

### Ascendance
Henri II était l'unique fils de Henri Ier de Bourbon, prince de Condé (1552-1588) et de Charlotte (1568-1629), demoiselle d'honneur de Catherine de Médicis (1581 à 1585), fille de Louis III de La Trémoille (1521-1577), duc de Thouars.

### Mariage et descendance
- Il épouse, le 17 mai 1609 à Paris, Charlotte Marguerite de Montmorency (Pézenas, 11 mai 1594 - Châtillon-sur-Loing, 2 décembre 1650), duchesse de Montmorency et pair de France, dame de Saint-Liébault (en partie), dame d'Arvilliers, dame de L'Isle-Adam. Ensemble, ils ont :
  - Anne Geneviève de Bourbon-Condé, duchesse de Longueville (1619-1679) mariée à Henri II d'Orléans (1595-1663) ;
  - Louis II de Condé (1621-1686), dit le Grand Condé, vainqueur à Rocroi, marié à la nièce du cardinal Richelieu, Claire-Clémence de Maillé (1628-1694) ;
  - Armand de Bourbon-Conti (1629-1666), prince de Conti qui fonde la branche des Bourbon-Conti, Grand Maître de France, marié à Anne Marie Martinozzi (1637-1672), nièce du cardinal Mazarin.

## Résidences
- Château de Condé, en Champagne (Condé-en-Brie), siège de la principauté de Condé ;
- Hôtel de Condé, résidence parisienne (1612-1770) des Condé ;
- Château d'Arnay-le-Duc (Bourgogne, acquis en 1634) ;
- Château de Chantilly, qu'il tient des Montmorency (1643). Le domaine constitue la principale propriété des Condé ;
- Château de L'Isle-Adam, qu'il tient des Montmorency ;
- Château de Laperrière, qu'il tient de Roger II de Saint-Lary ;
- Château de Montrond, acheté en 1621 à Maximilien de Béthune, duc de Sully ;
- En 1631, il acquiert[19] la seigneurie de Montluel (achetée à Roger II de Saint-Lary). Il y fera alors construire l'Hôtel de Condé, hôtel particulier dans lequel il ne séjournera jamais[19].
- Château de Dormans, en Champagne, acheté en 1642.
- Château de Châteaubriant, en Bretagne, siège d'une baronnie, acquis en 1633.
- Château des ducs de Bourbon à Moulins en 1661.